# Władysława Prucnal

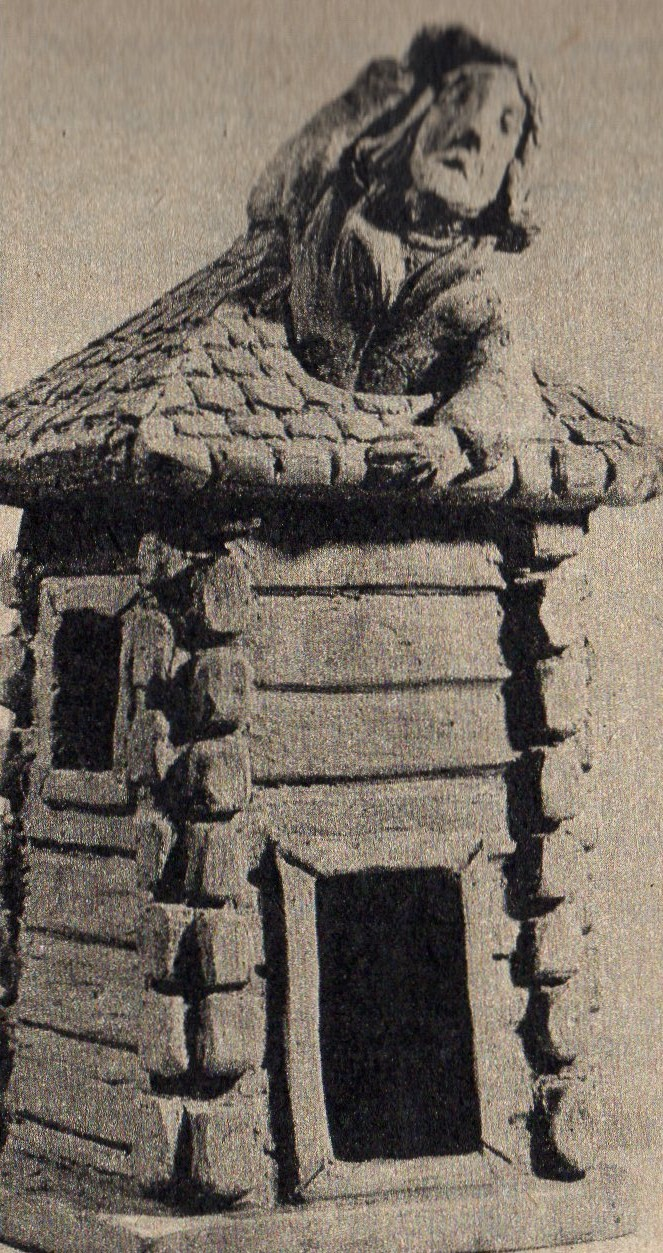
Mikołaj Kopernik (1982)

Władysława Apolonia Prucnal (ur. 23 grudnia w 1935 w Medyni Głogowskiej) – twórczyni ludowa, autorka rzeźb ceramicznych, mieszka w Medyni Głogowskiej.

## Życiorys
Pochodzi z rodziny garncarzy. Figurki z gliny tworzy od 1949 roku. Już wtedy Muzeum Etnograficzne w Łodzi w swoim filmie o historii polskiego garncarstwa pokazało jej prace. W 1951 wzięła udział w konkursie sztuki ludowej w Łańcucie. W latach 50. współpracowała ze Spółdzielnią Przemysłu Ludowego i Artystycznego w tym mieście. Początkowo inspirowała się stylem Emilii Chmiel, by w późniejszym czasie wypracować swój własny autorski styl rzeźby ceramicznej.
Długi czas prace Władysławy Prucnal dostępne były przede wszystkim w sieci sklepów spółdzielni Cepelia. Artystka tworzyła figurki przedstawiające mieszkańców wsi, którzy zajęci byli pracą, różne scenki rodzajowe, np. muzykantów oraz wykonywała galanterię ceramiczną. Współpraca z Cepelią, ze względu na powtarzalność (schematyczność) i masowość takiej produkcji, w której dominującym rodzajem rzeźby były sztywne sylwetki, nie sprzyjała rozwojowi talentu rzeźbiarki. Swoje możliwości twórcze Władysława Prucnal potwierdzała w pracach wykonywanych na zamówienie indywidualnych kolekcjonerów, a także na konkursy sztuki ludowej. Na te potrzeby wykonywała prace, które odznaczały się takim modelunkiem postaci oraz zachowaną na powierzchni fakturą, tj. śladami o lepieniu i gładzeniu, co odpowiadało miękkim właściwościom tworzywa.
Lata 60. to dla rzeźbiarki czas licznych konkursów, wystaw i kiermaszów sztuki. Od 1972 roku jest członkiem Stowarzyszenia Twórców Ludowych w Lublinie. Przez kilkanaście lat prowadziła Ognisko Plastyczne dla uczniów szkoły podstawowej w Medyni, a jej wychowankowie prezentowali swoje prace na wystawach o zasięgu ogólnopolskim (m.in. w Warszawie, Poznaniu, Płocku, Kazimierzu czy Rzeszowie).
Jest stypendystką Ministerstwa Kultury i Sztuki, była wielokrotnie odznaczana medalami i nagrodami, w tym m.in. nagrodą im. Jana Pocka, nagrodą im. Oskara Kolberga w 1990, nagrodą im. Franciszka Kotuli nadaną jej przez Muzeum Etnograficzne w Rzeszowie w 1993.
W 1983 Wojewódzki Dom Kultury w Rzeszowie zorganizował jubileuszową wystawę jej prac, którą prezentowano później także w STL w Lublinie. 23 marca 2013 roku Władysława Prucnal obchodziła jubileusz 65-lecia pracy twórczej. Z tej okazji otrzymała nagrodę Ministra Kultury – odznakę honorową „Zasłużony dla Kultury Polskiej”, a także odbyła się promocja książki o tradycjach garncarskich w Medyni.
Prace artystki znajdują się w zbiorach: Muzeum Archeologicznego i Etnograficznego w Łodzi, Muzeum Etnograficznego im. F. Kotuli w Rzeszowie, Muzeum Etnograficznego im. S. Udzieli w Krakowie, Państwowego Muzeum Etnograficznego w Warszawie i Muzeum Etnograficznego w Toruniu. Największy, w rękach prywatnych zbiór jej rzeźb znajdował się u Walentyny Dermackiej w Pieckach k. Mrągowa na Mazurach. Prace artystki znajdują się również w galeriach poza granicami Polski w: Stanach Zjednoczonych, Australii, Izraelu, Austrii, Japonii i Włoszech.
W 2022 odznaczona Krzyżem Kawalerskim Orderu Odrodzenia Polski.